# St. Anna (St. Wendel)

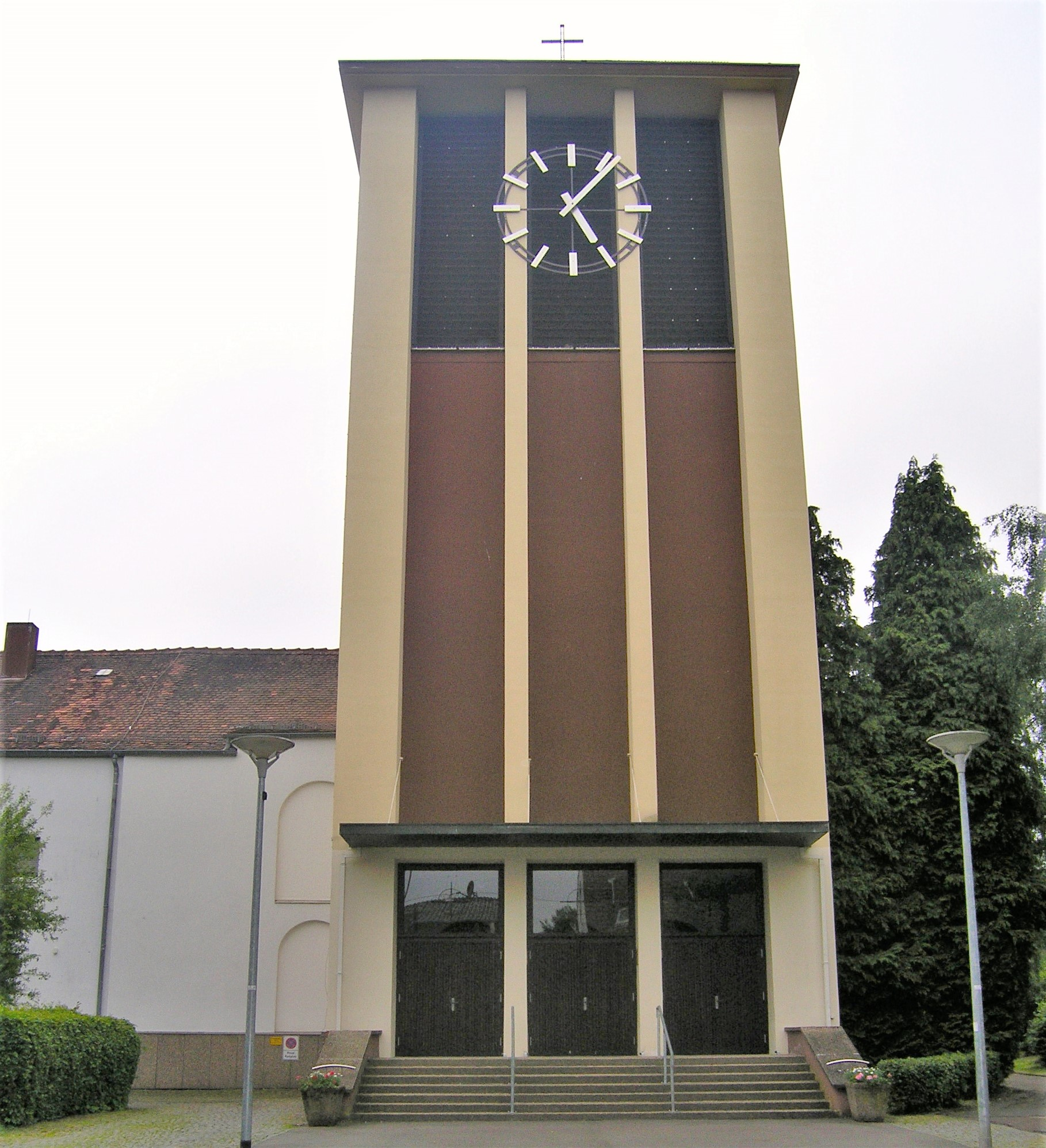
Eingangsportal im Glockenturm

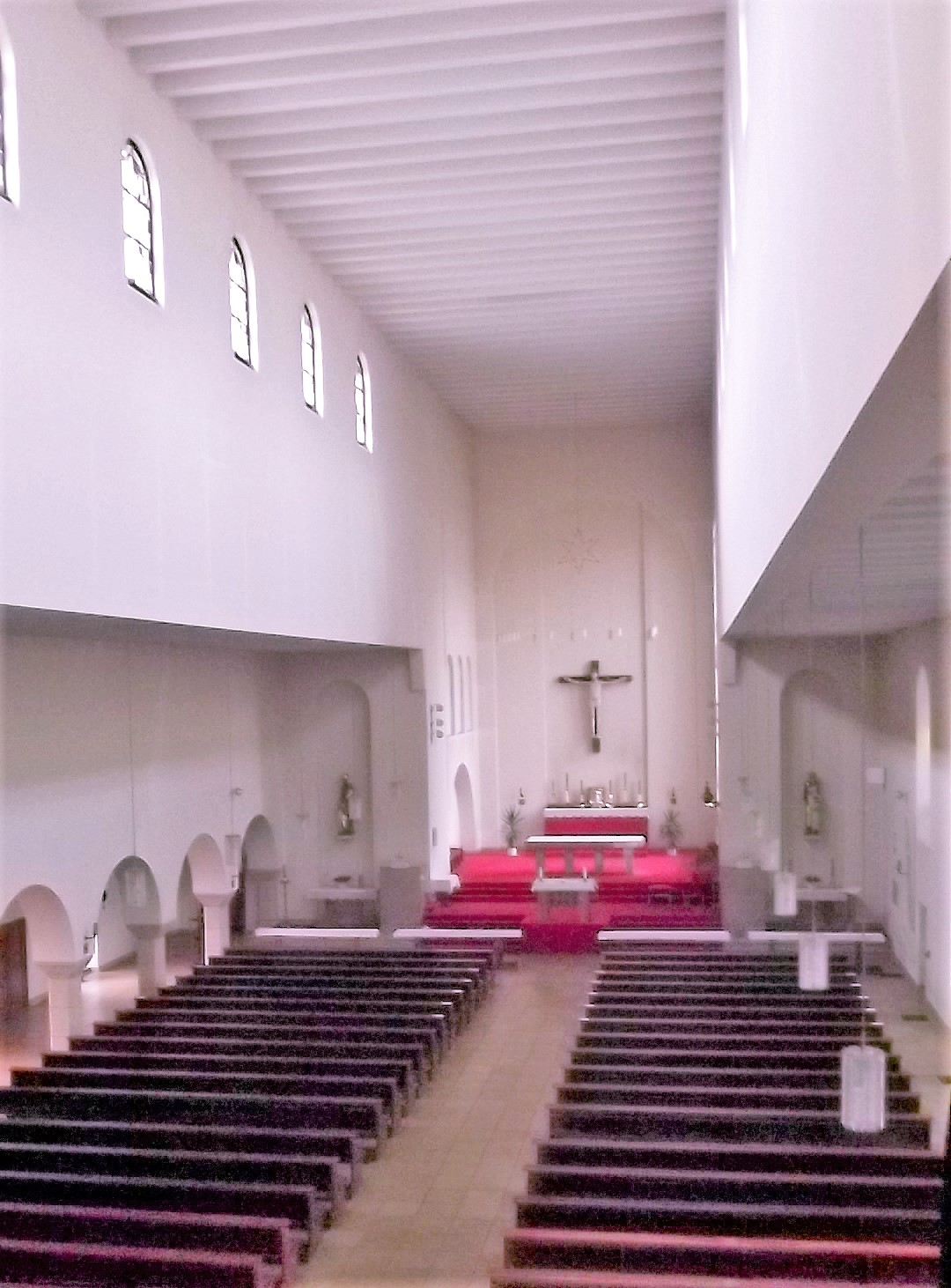
Innenraum mit Blick zum Altar

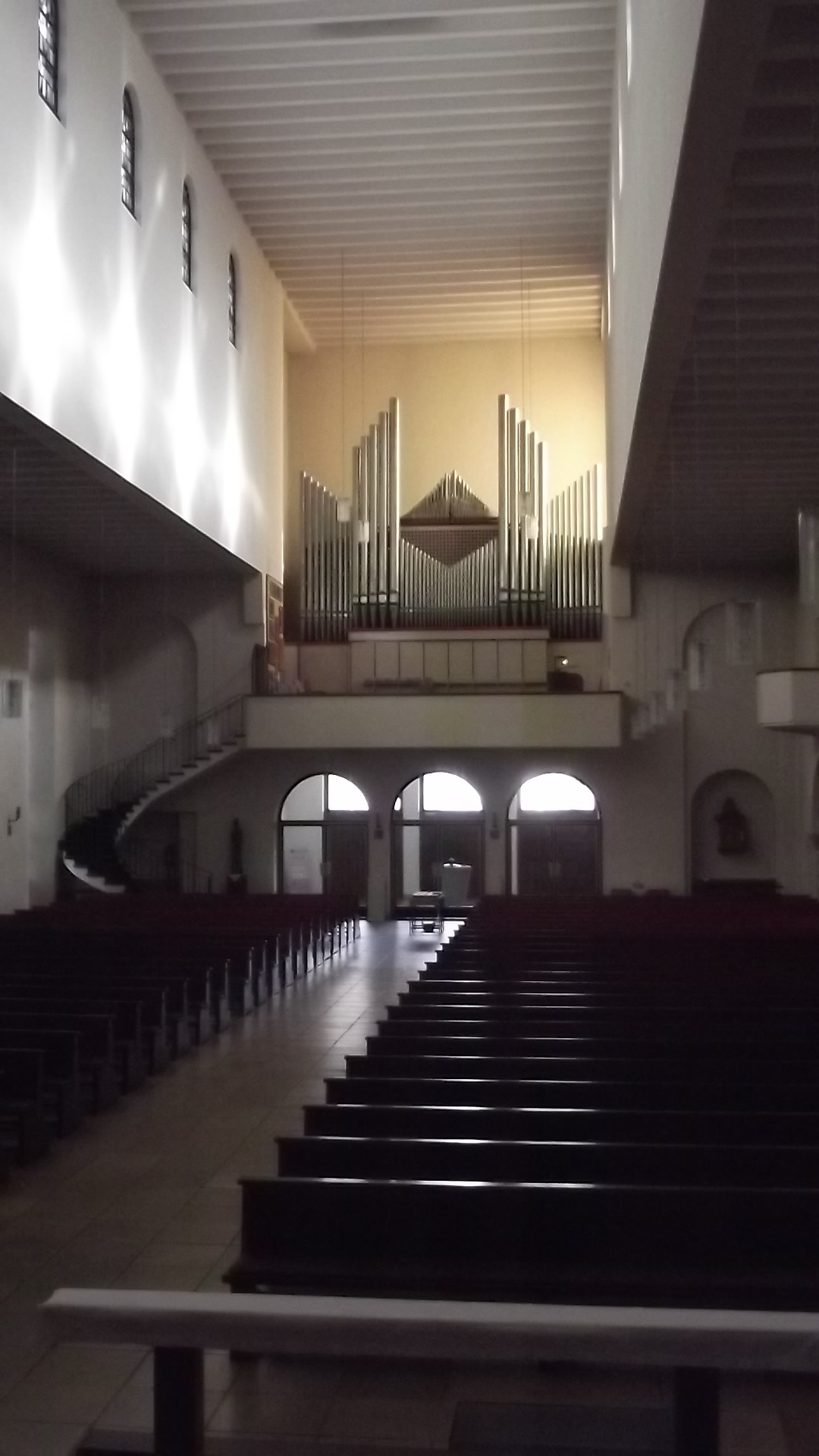
Blick zum Eingangsbereich mit Orgelempore

Die Kirche St. Anna ist eine katholische Pfarrkirche im saarländischen St. Wendel. Sie trägt das Patrozinium der heiligen Anna und ist in der Denkmalliste des Saarlandes als Einzeldenkmal aufgeführt.

## Geschichte
Die erste St.-Anna-Kirche wurde in den Jahren 1930/31 nach Entwürfen von Architekt Hans Herkommer aus Stuttgart errichtet. Im Zweiten Weltkrieg wurde sie bei Bombenangriffen am Heiligen Abend 1944 schwer beschädigt und bei weiteren Fliegerangriffen vollständig zerstört. In den Jahren 1948 bis 1954 wurde sie in vereinfachter Form von dem Neunkircher Architekten Josef Wilhelm Stockhausen in romanisierenden Formen wiederaufgebaut. Der Neubau wurde in mehreren Schritten vollzogen. Nach Beseitigung des Schutts der alten Kirche wurde 1949 das Kirchenschiff errichtet und am 18. Dezember 1949 durch Weihbischof Heinrich Metzroth benediziert. 1951/52 wurde dann der Chorraum angebaut und 1953/54 der Turm errichtet. 1955 bekam die Gemeinde eine Orgel, im folgenden Jahr wurden die Glocken in Betrieb genommen.

## Architektur und Ausstattung
Man betritt das Kirchenschiff über einen mächtigen Turm mit querrechteckigem Grundriss auf der Westseite. In den drei wandhohen Nischen befinden sich die Schallfenster der Glocken und im Erdgeschoss die einfachen Glastüren. Vor dem mittleren Schallfenster hängt eine Uhr. Man betritt eine Turmvorhalle mit dem Taufbecken, die durch Rundbögen mit rechteckigen Glastüren vom Langhaus getrennt ist. Das vierschiffige Langhaus bildet eine pfeilerlose Basilika mit flachen Decken mit Querrippenraster. Über dem Eingang sitzt eine Empore mit Orgel. In den Obergaden sitzen Rundbogenfenster. An das Seitenschiff auf der Südseite ist ein niedrigeres Seitenschiff angebaut, das durch rundbogige Arkaden vom Hauptraum abgetrennt wurde. Auf der Westseite ist eine bandartige Öffnung über den Arkaden, über die man die balkonartige Kanzel betritt. Rundbogenfenster mit abstrakten Motiven aus Buntglas erhellen das Kircheninnere und wurden 1957 von Reinhard Heß und 1964 von Pater Bonifatius Köck geschaffen. Die Wände sind innen weiß verputzt und der Boden mit hellen Keramikfliesen belegt.
Die Seitenaltäre sind einfach ausgeführt und sitzen in wandhohen Rundbogennischen. Das Langhaus endet in einem rechteckigen Chorraum. Auch der Hauptaltar steht an der Kopfwand in einer Rundbogennische.

## Orgel

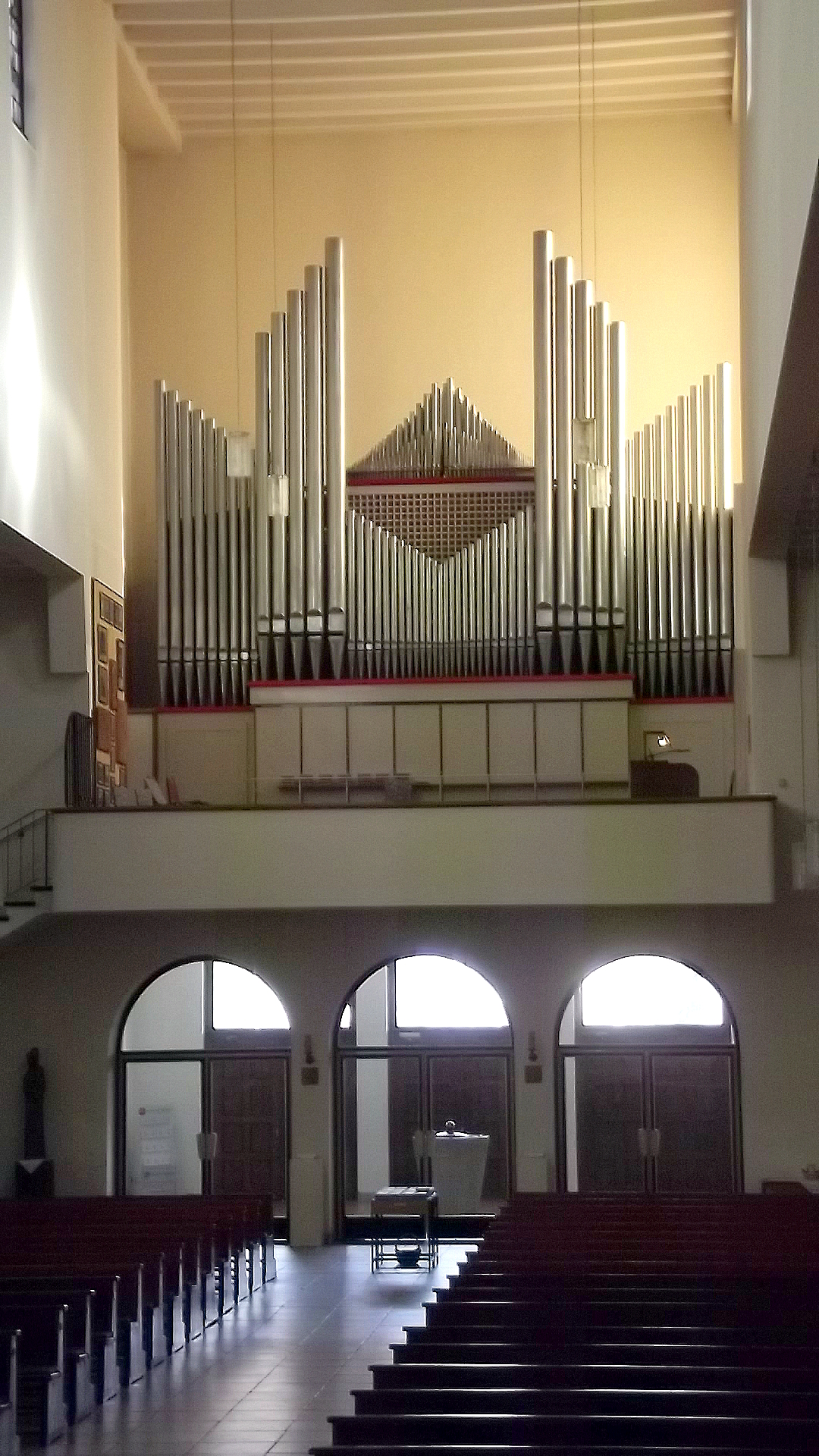
Weise-Orgel aus 1955

Die Orgel wurde 1955 von Michael Weise erbaut. Sie besitzt Kegelladen. Spiel- und Registertraktur sind elektropneumatisch. 2020 wurde sie durch Patrick Akroud überholt und um das Register Clairon 4'  im Schwellwerk ergänzt
| I Hauptwerk C–g3 |              |       |
| 1.               | Grobgedackt  | 16′   |
| 2.               | Principal    | 8′    |
| 3.               | Koppelflöte  | 8′    |
| 4.               | Dulciana     | 8′    |
| 5.               | Oktav        | 4′    |
| 6.               | Spitzflöte   | 4′    |
| 7.               | Schwegel     | 2′    |
| 8.               | Mixtur V–VII | 1 ⁄3′ |
| 9.               | Trompete     | 8′    |

| II Oberwerk C–g3 |                    |       |
| 10.              | Rohrflöte          | 8′    |
| 11.              | Quintade           | 8′    |
| 12.              | Englisch Principal | 4′    |
| 13.              | Waldflöte          | 4′    |
| 14.              | Schweizerpfeife    | 2′    |
| 15.              | Superquint         | 1 ⁄3′ |
| 16.              | Cimbel III         | 1⁄2′  |
| 17.              | Krummhorn          | 8′    |
| 18.              | Holzregal          | 4′    |

| III Schwellwerk C–g3 |                |        |
| 19.                  | Singendgedackt | 8′     |
| 20.                  | Salicional     | 8′     |
| 21.                  | Weitprincipal  | 4′     |
| 22.                  | Rohrflöte      | 4′     |
| 23.                  | Nasard         | 2 ⁄3′  |
| 24.                  | Nachthorn      | 2′     |
| 25.                  | Terz           | 1 3⁄5′ |
| 26.                  | Oktävlein      | 1′     |
| 27.                  | Scharf V       |        |
| 28.                  | Oboe           | 8′     |
| 29.                  | Clairon        | 4′     |
|                      | Tremulant      |        |

| Pedal C–f1 |                       |         |
| 30.        | Principalbass         | 16′     |
| 31.        | Subbass               | 16′     |
|            | Zartbass (aus Nr. 31) | 16′     |
| 32.        | Quintbass             | 10 2⁄3′ |
| 33.        | Oktavbass             | 8′      |
| 34.        | Choralbass            | 4′      |
| 35.        | Feldflöte             | 2′      |
| 36.        | Hintersatz IV         | 2 ⁄3′   |
| 37.        | Posaune               | 16′     |

- Koppeln: II/I, III/I, III/I (Sub), III/II, I/P, II/P, III/P
- Spielhilfen: 2 freie Kombinationen, 2 freie automatische Pedalkombinationen (jeweils 1 für II und III), Tutti, Zungengeneralabsteller, Crescendowalze

## Glocken
Im Turm hängen seit 1956 fünf neue Glocken der Glockengießerei Mabilon aus Saarburg.